# NS 6100
De serie NS 6100 was een serie tenderlocomotieven met de asindeling 2'C2' van de Nederlandse Spoorwegen (NS). Ze werden gefabriceerd door Hohenzollern en Werkspoor.

## Geschiedenis
In de jaren twintig van de twintigste eeuw investeerde de NS fors in de verzwaring van de spoorbaan, waardoor de grootst toegestane asdruk op de meeste hoofdlijnen van 16 naar 18 ton kon worden verhoogd. Hierdoor ontstond voor het eerst de mogelijkheid een 2C2-tenderlocomotief te ontwerpen, die volledig was afgeleid van de 1910 stammende viercilinder-locomotief serie 3700. Tot dat moment vertegenwoordigde lichtere tweecilinder machine serie 6001-6026 met een maximale asdruk van 15,4 ton de uiterste mogelijkheid voor een Nederlandse tenderlocomotief.
De eerste vijf locomotieven werden gebouwd door Hohenzollern in 1929 en later in dat jaar werden er nog vijf gebouwd door Werkspoor.
| NS nummer | Aflevering | Fabrikant    | Fabrieksnummer | Bijzonderheden                                 |
| --------- | ---------- | ------------ | -------------- | ---------------------------------------------- |
| 6101      | 06-02-1929 | Hohenzollern | 4664           | Na de oorlog terug gevonden in Emmerich        |
| 6102      | 23-02-1929 | Hohenzollern | 4665           | Na de oorlog terug gevonden in Buchholz        |
| 6103      | 05-03-1929 | Hohenzollern | 4666           | Tijdens de oorlog vernield door een voltreffer |
| 6104      | 02-03-1929 | Hohenzollern | 4667           | Na de oorlog terug gevonden in Oldenburg       |
| 6105      | 19-03-1929 | Hohenzollern | 4668           | Na de oorlog vermist                           |
| 6106      | 28-09-1929 | Werkspoor    | 586 / 2438     | Na de oorlog terug gevonden in Emmerich        |
| 6107      | 04-10-1929 | Werkspoor    | 587 / 2439     | Na de oorlog terug gevonden in Uelzen          |
| 6108      | 15-10-1929 | Werkspoor    | 588 / 2440     |                                                |
| 6109      | 25-10-1929 | Werkspoor    | 589 / 2441     | Na de oorlog terug gevonden in Barsinghausen   |
| 6110      | 12-11-1929 | Werkspoor    | 590 / 2442     |                                                |

## Afvoer en sloop
Tot de eerste negentien locomotieven die na de bevrijding als gevolg van oorlogsschade moesten worden afgevoerd, behoorde ook loc 6103. Op 29 september 1945 werd toestemming verkregen onder meer deze zwaar gehavende machine af te voeren. Volgens gegevens van de heer Van Wijck Jurriaanse vond de sloop (zonder ketel) in april 1946 plaats op het terrein van de Wpc Tilburg, maar gezien de allerminst loopbare staat van 6103 lijkt het meer waarschijnlijk dat de loc in Arnhem aan haar definitieve einde gekomen is. De tweede 6100 die het loodje moest leggen was loc 6109, die beschadigd was teruggekeerd uit het Duitse Barsinghausen.
In 1956 werd de systematische buitendienststelling van de overgebleven zeven 6100'en ingezet. Als eerste waren de 6101 (maart) en 6106 (mei) aan de beurt, waarvan de 6106 van 19 mei tot 30 september 1956 als stationaire verwarmingsbron was toegewezen aan depot Zutphen. Gedurende het jaar 1957 werden achtereenvolgens de locs 6104 (februari), 6107 en 6110 (beide augustus) voor sloop terzijde gesteld, en in februari 1958 was het ook afgelopen met de laatste Tenderjumbo's 6102 en 6108.
| Loc  | Ketel | Datum toestemming afvoer | Datum verkoopcontract | Naam bedrijf en vestigingsplaats                            |
| ---- | ----- | ------------------------ | --------------------- | ----------------------------------------------------------- |
| 3791 | 6104  | 29-04-1957               | 18-07-1957            | Siemens Rotterdam (Echter gesloopt bij Van Dijk Veenendaal) |
| 6101 | 6109  | 23-03-1956               | 21-06-1956            | Sideron Berkel                                              |
| 6102 | 6105  | 27-02-1958               | 07-03-1958            | Hollandia Amsterdam                                         |
| 6103 | geen  | 29-09-1945               | 04-1946               | Wpc Tilburg                                                 |
| 6104 | 3730  | 18-02-1957               | 30-09-1957            | Dotremont Maastricht                                        |
| 6105 | 4611  | 03-02-1950               | Vermist DRB           | Onbekend                                                    |
| 6106 | 6101  | 31-05-1956               | 29-11-1956            | Rijsdijk Hendrik Ido Ambacht                                |
| 6107 | 6102  | 16-08-1957               | 30-09-1957            | Dotremont Maastricht                                        |
| 6108 | 6107  | 27-02-1958               | 07-03-1958            | Siemens Rotterdam (Echter gesloopt bij Van Dijk Veenendaal) |
| 6109 | geen  | 01-05-1947               | 08-1947               | Simons Rotterdam                                            |
| 6110 | 6110  | 16-08-1957               | 30-09-1957            | Ver. Utrechtse IJzerhandel                                  |

| Ketel | Datum toestemming afvoer | Datum verkoopcontract | Naam bedrijf en vestigingsplaats |
| ----- | ------------------------ | --------------------- | -------------------------------- |
| 6103  | 29-05-1947               | 21-07-1947            | De Boer & Slooten Purmerend      |
| 6106  | 26-03-1954               | 07-04-1954            | Visch Harderwijk                 |
| 6108  | 24-03-1953               | ca. 04-1953           | Onbekend                         |

## Afbeeldingen

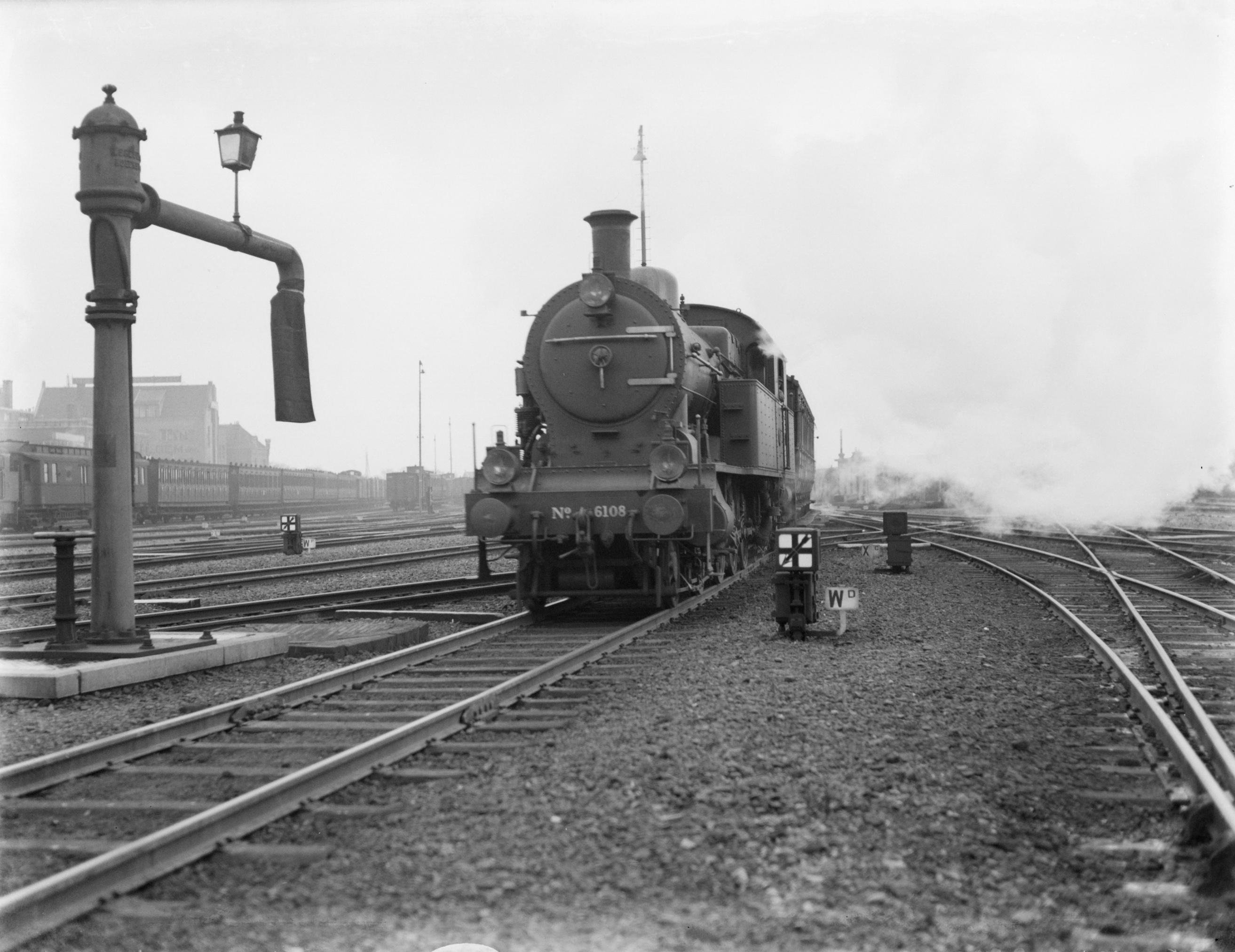
NS 6108 bij de waterkolom
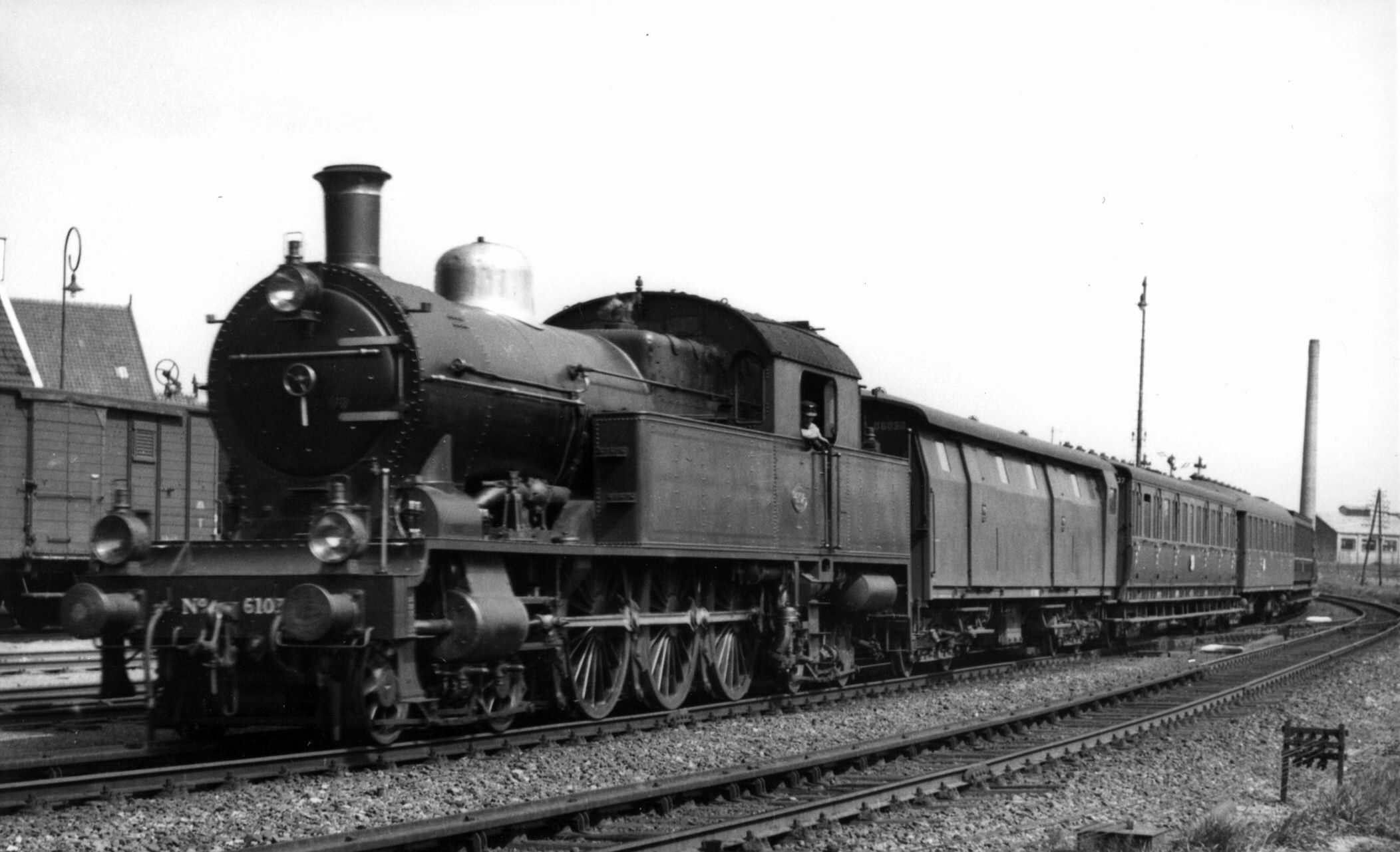
NS 6107 met een trein nabij Hilversum. (juli 1935)
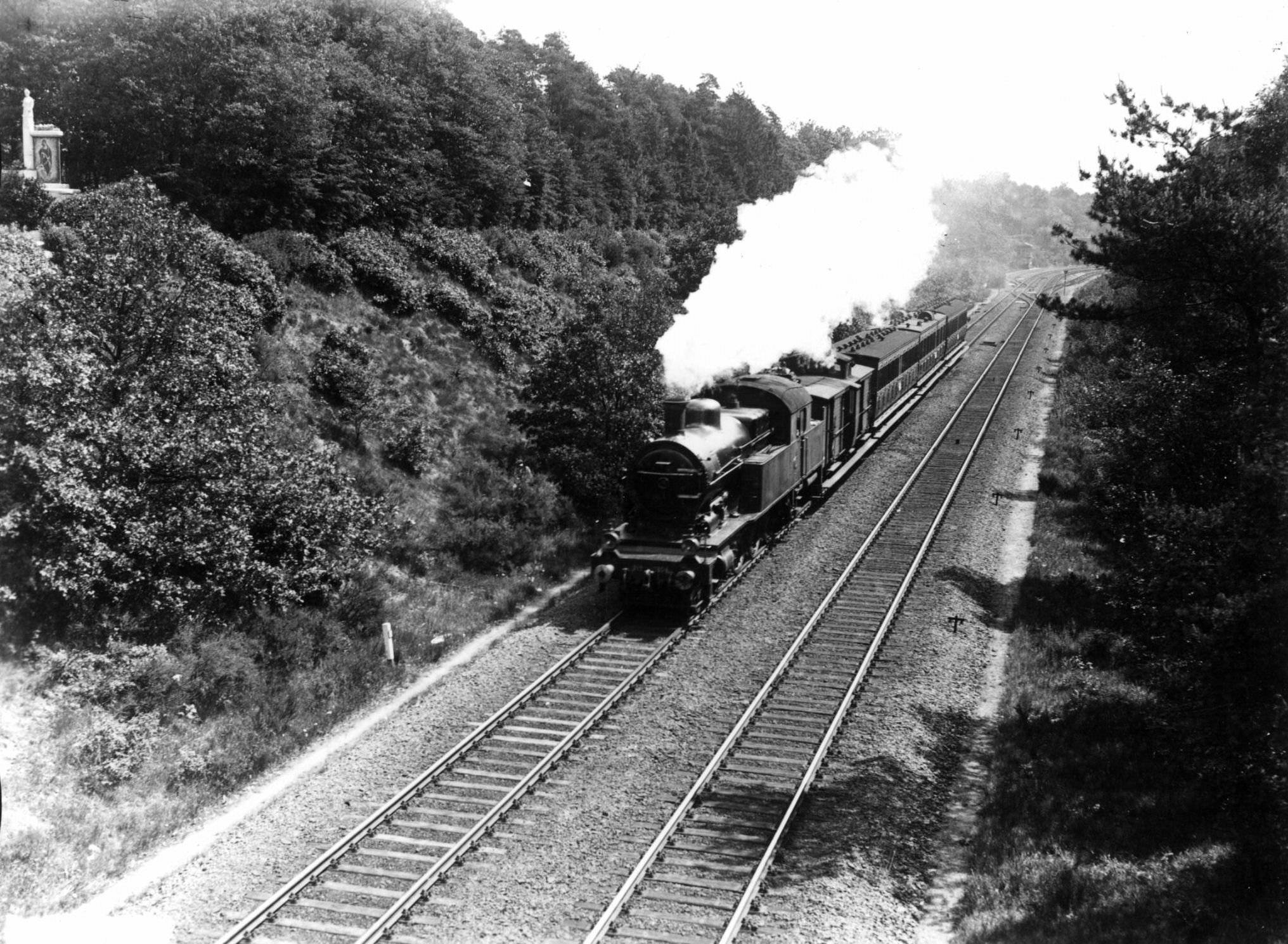
NS 6104 met een reizigerstrein bij Baarn. (10-06-1938)
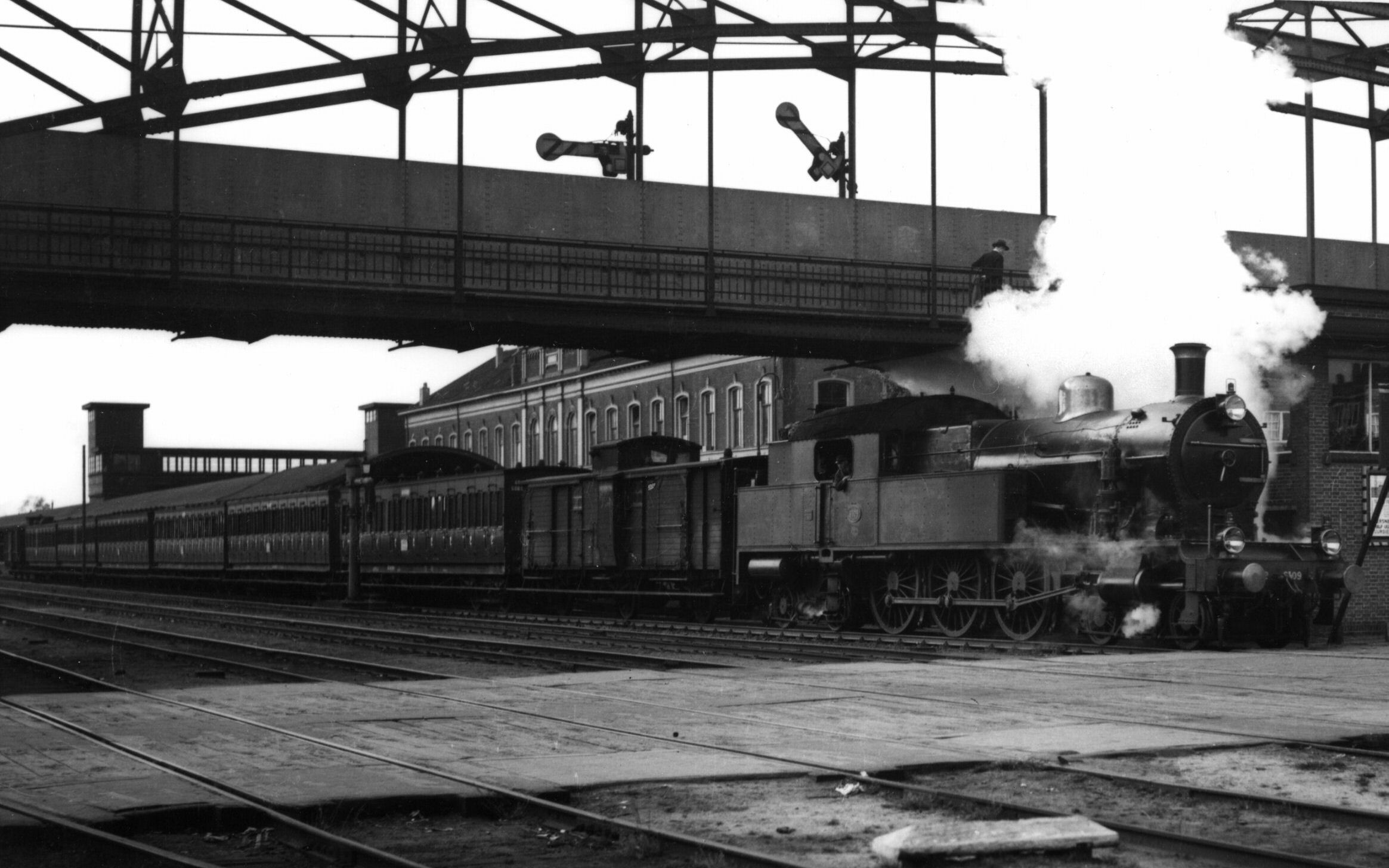
NS 6109 met een trein op het N.S.-station Hilversum (juli 1935)
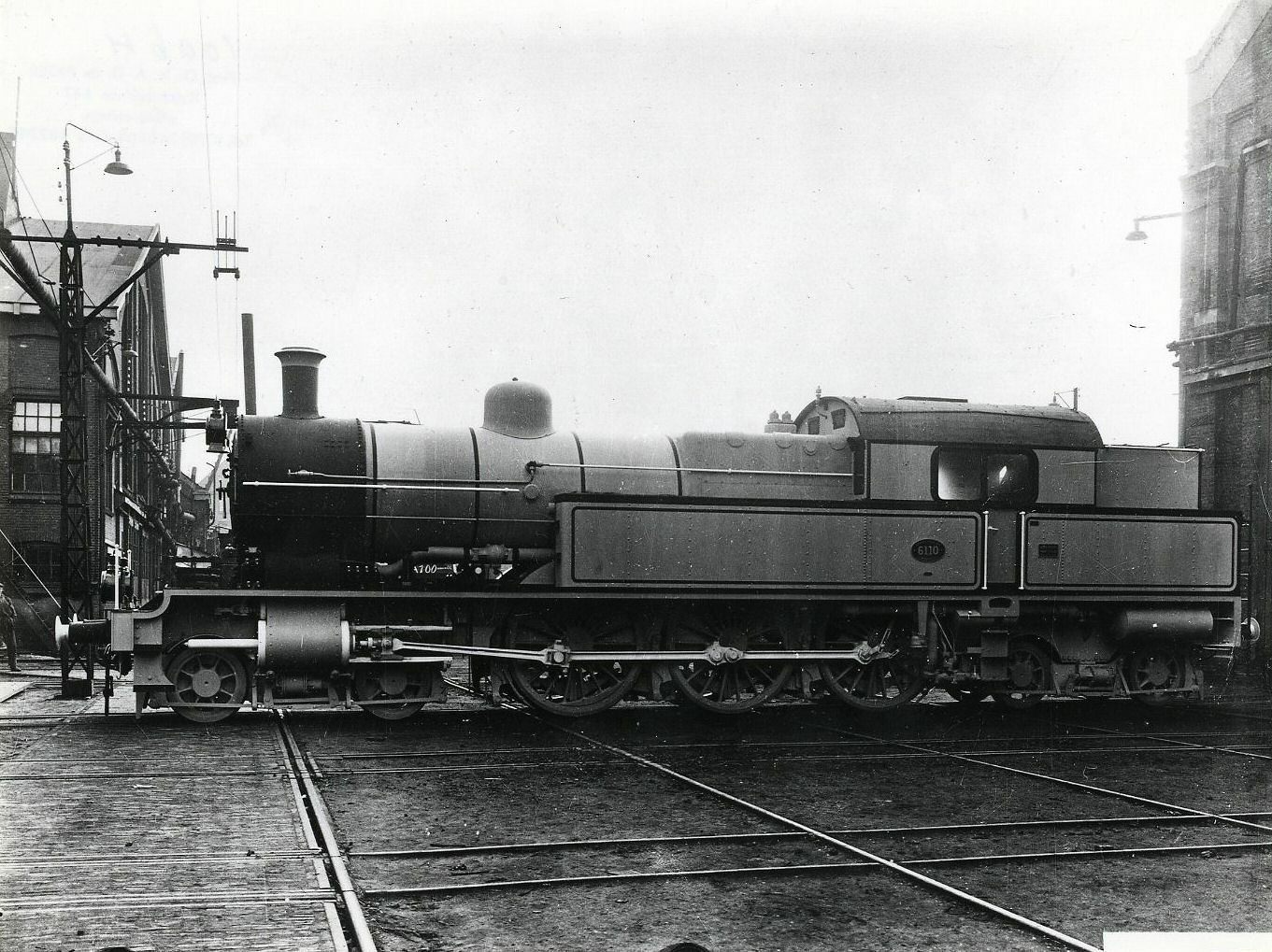
NS 6110 op het fabrieksterrein van Werkspoor N.V. te Amsterdam. (12-11-1929)
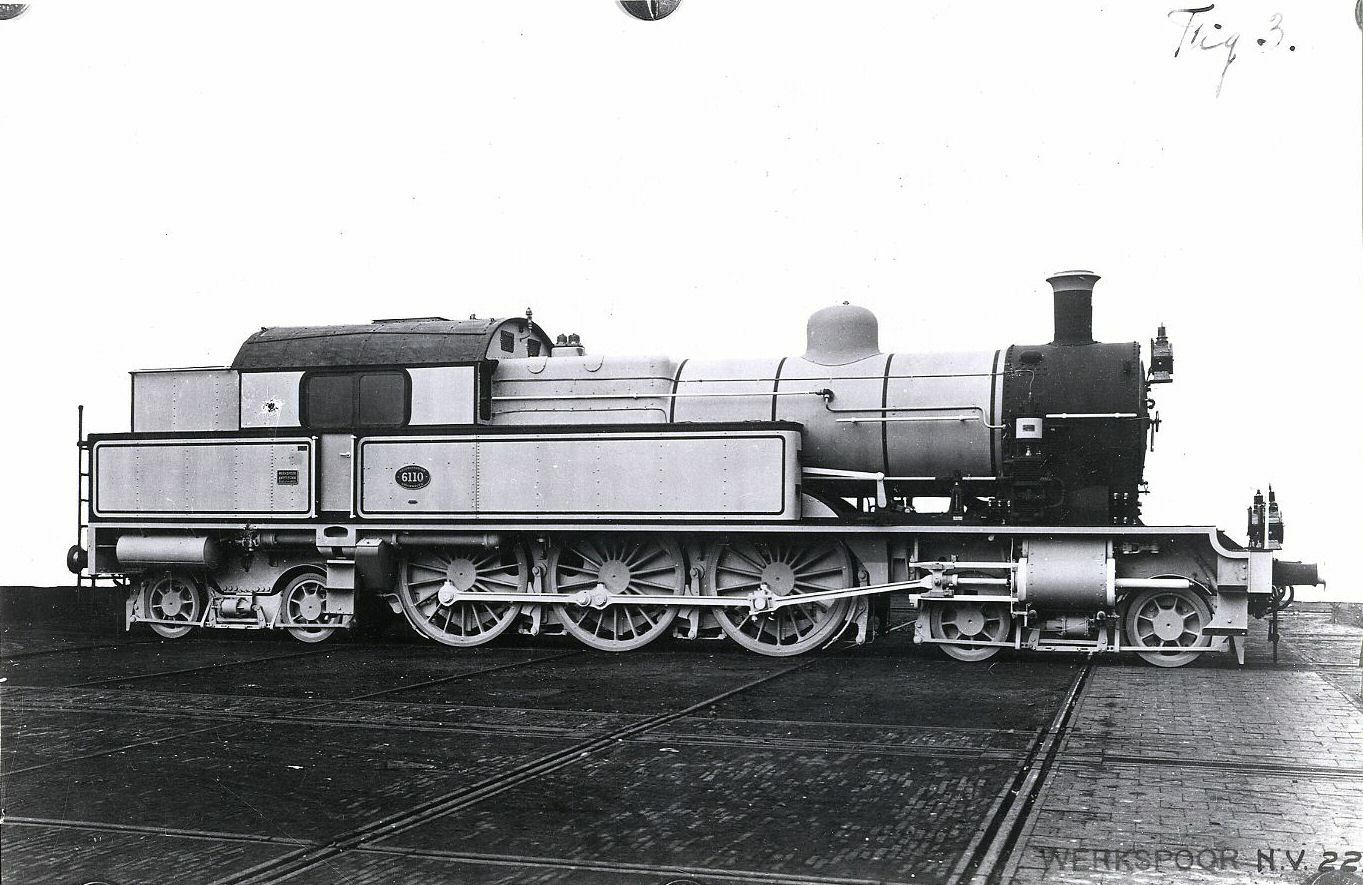
NS 6110 op het fabrieksterrein van Werkspoor N.V. te Amsterdam. (12-11-1929)
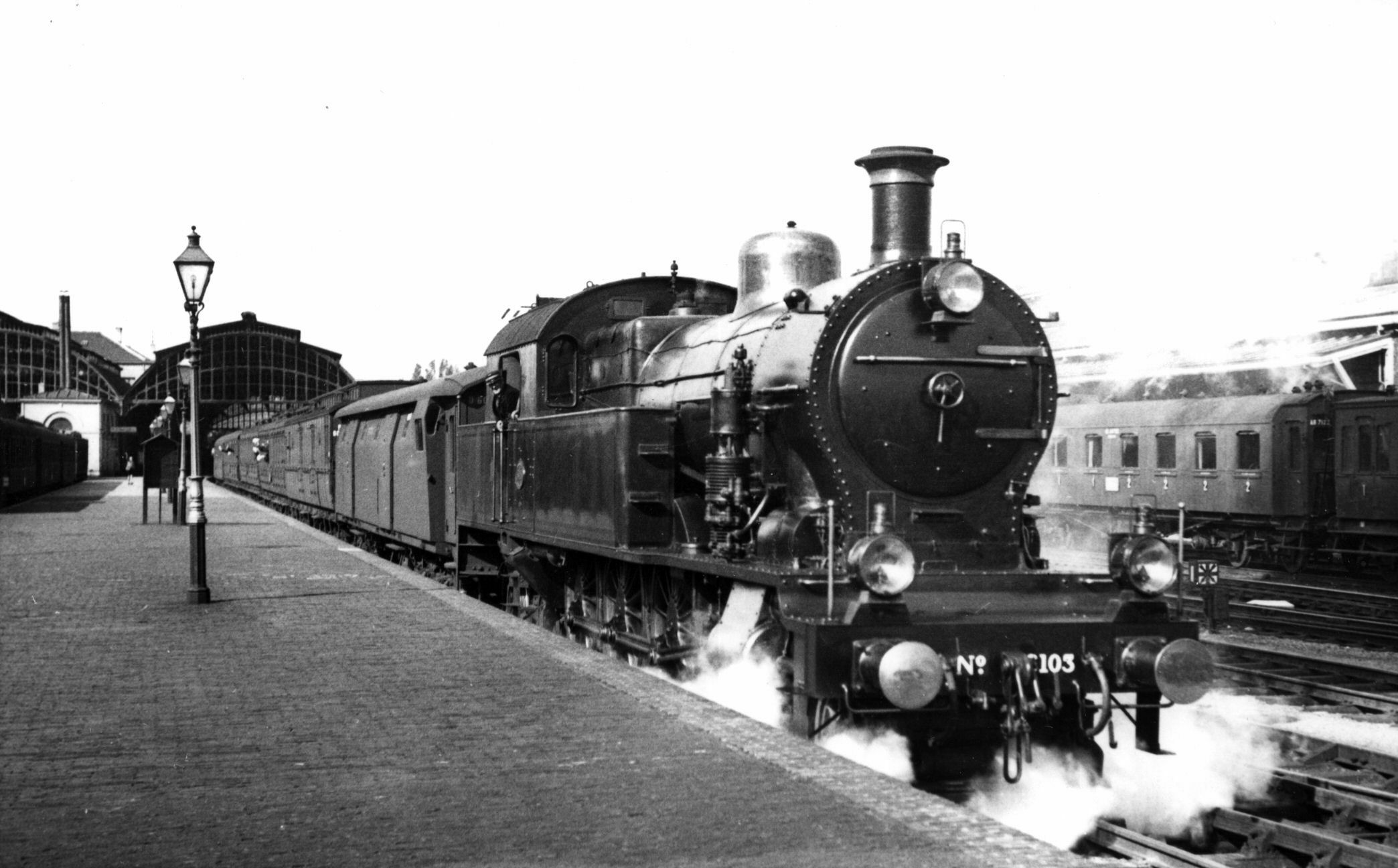
NS 6103 met een trein naar Duitsland op het N.S.-station Den Haag S.S. (oktober 1935)
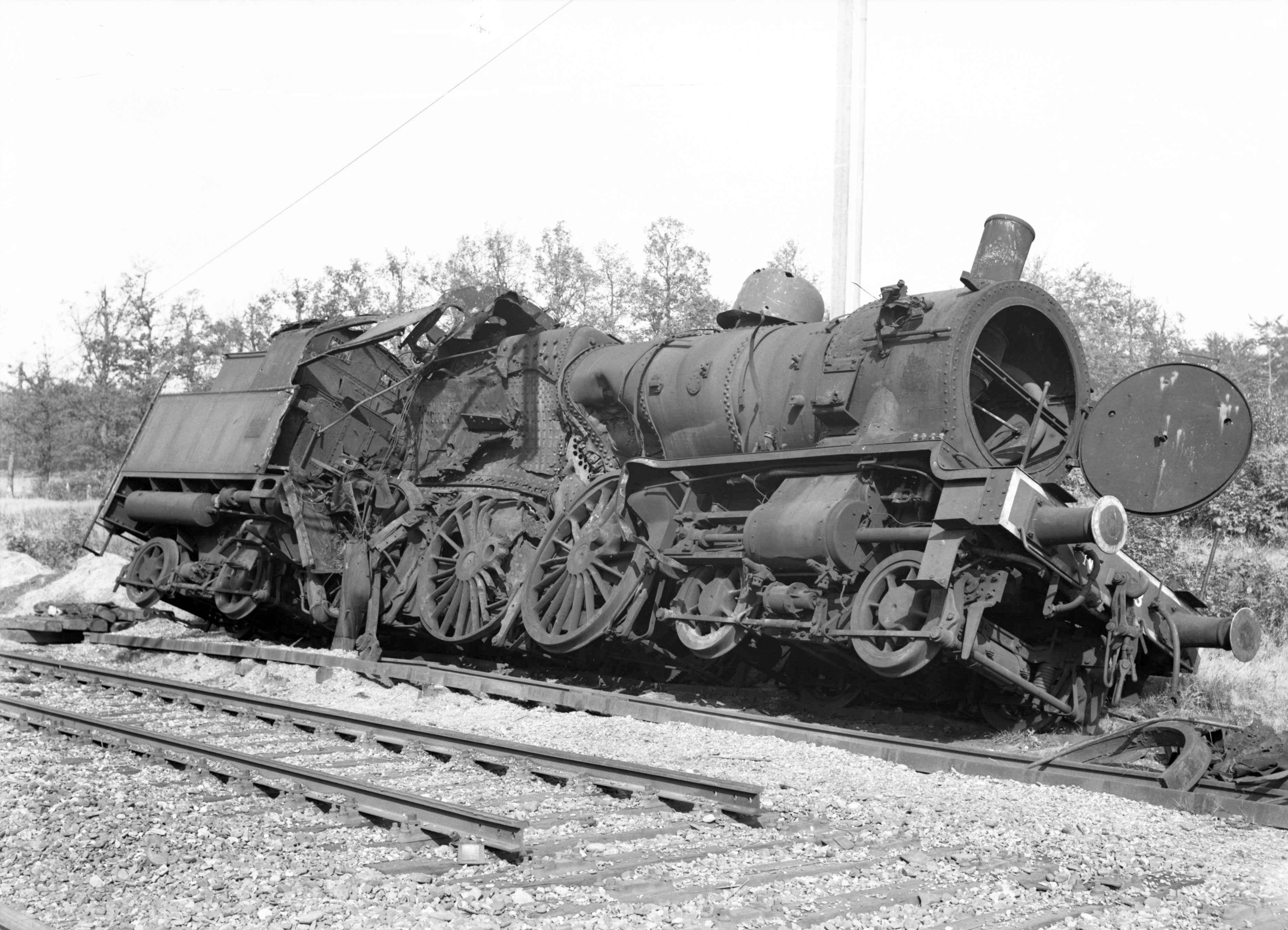
NS 6103 tijdens de oorlog vernield door een voltreffer.
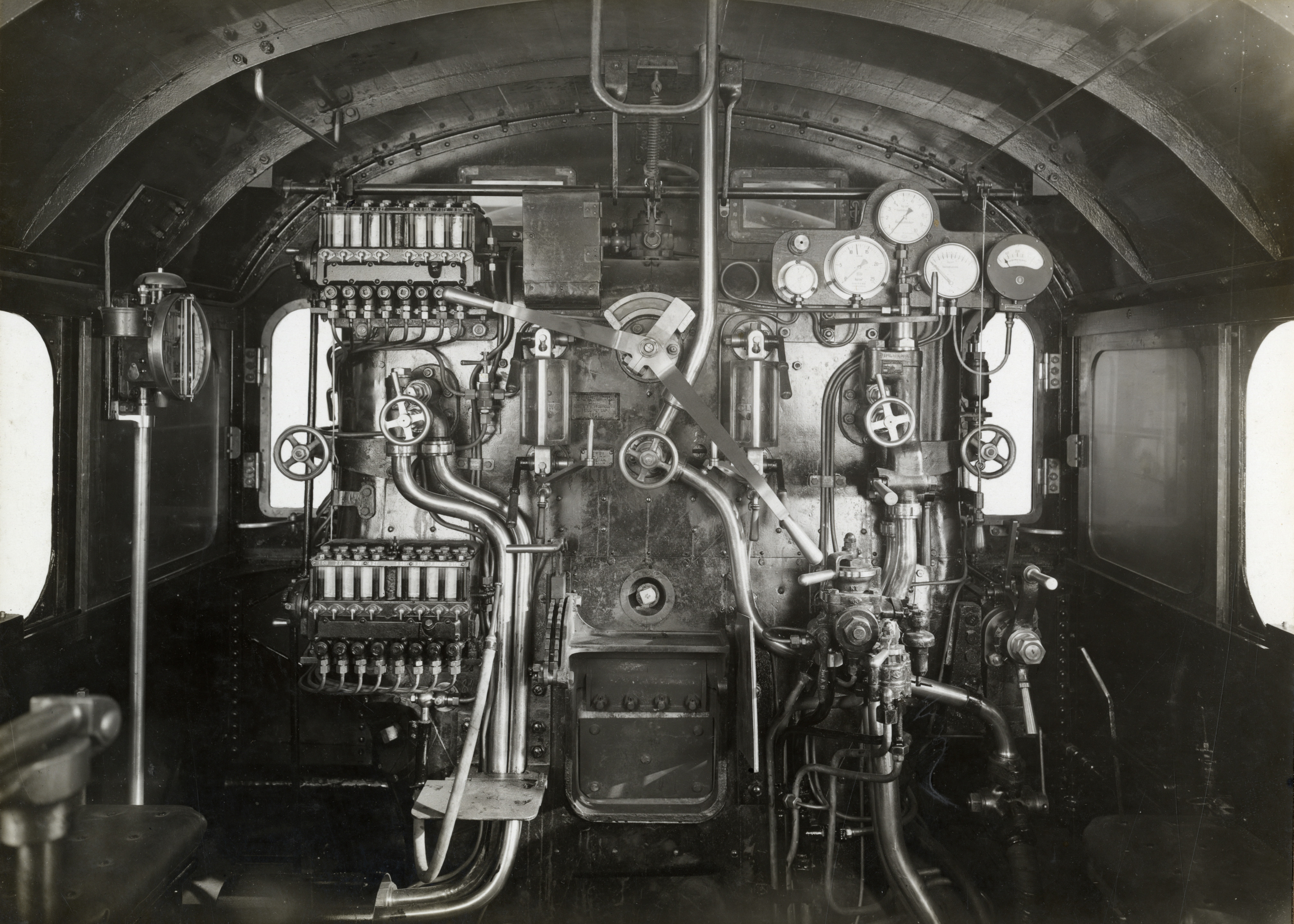
Machinistenhuis van de NS 6110 (1929)
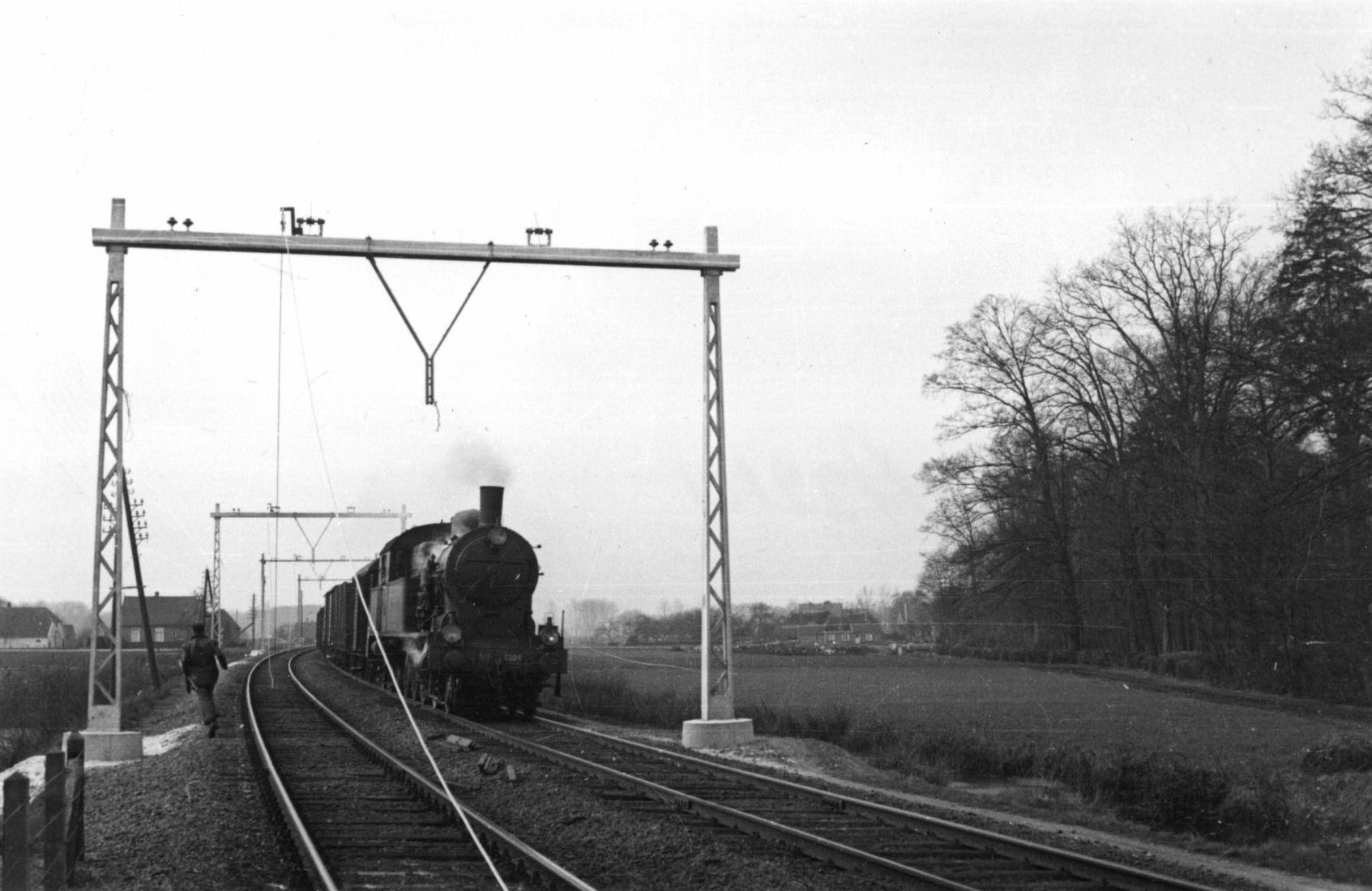
NS 6106 met een goederentrein op een spoorlijn tijdens electrificatiewerkzaamheden. (1952)
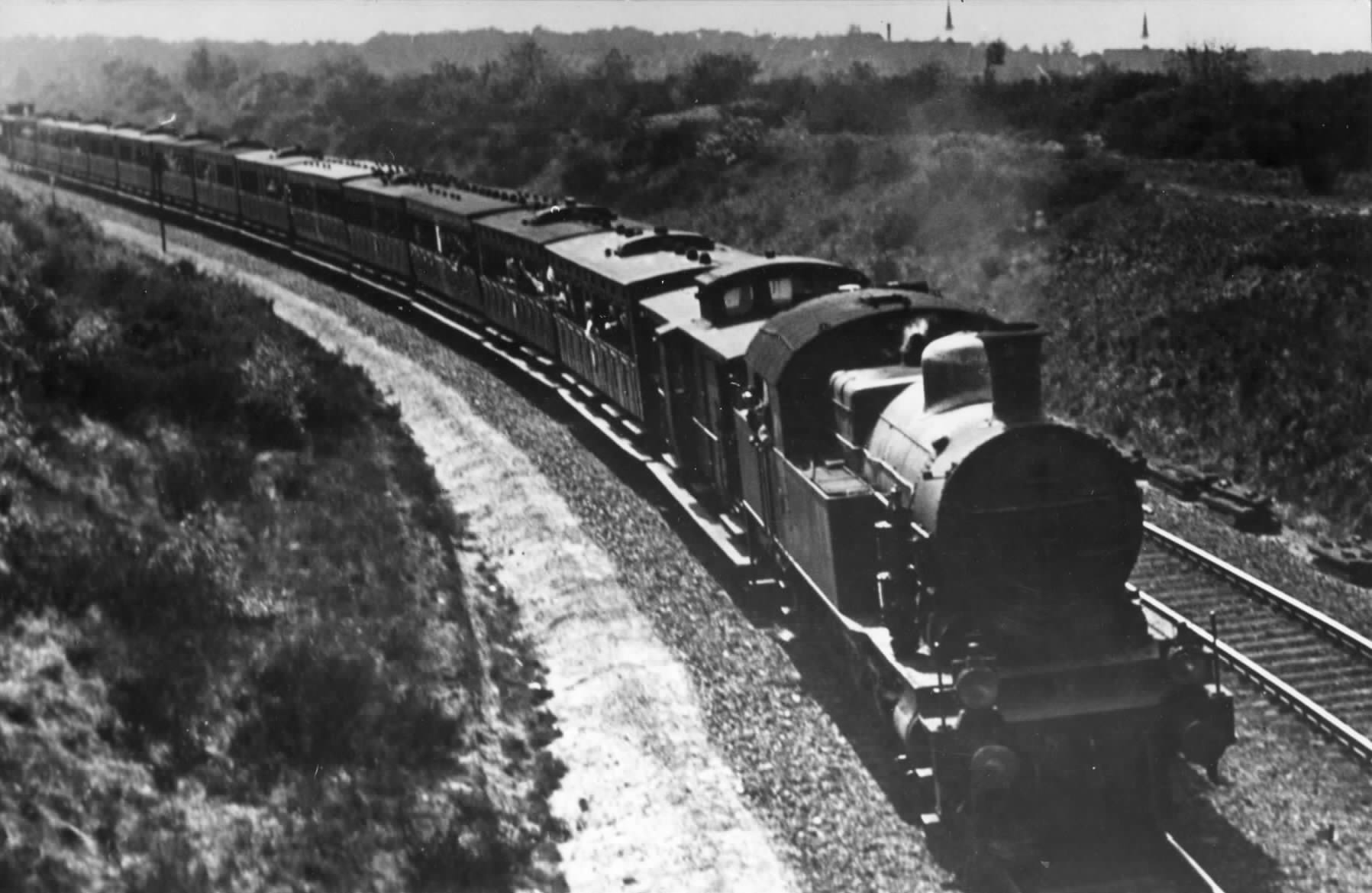
Een NS 6100 met reizigers trein in de ingraving ter hoogte van Amersfoort. (Tussen 1930 en 1940)
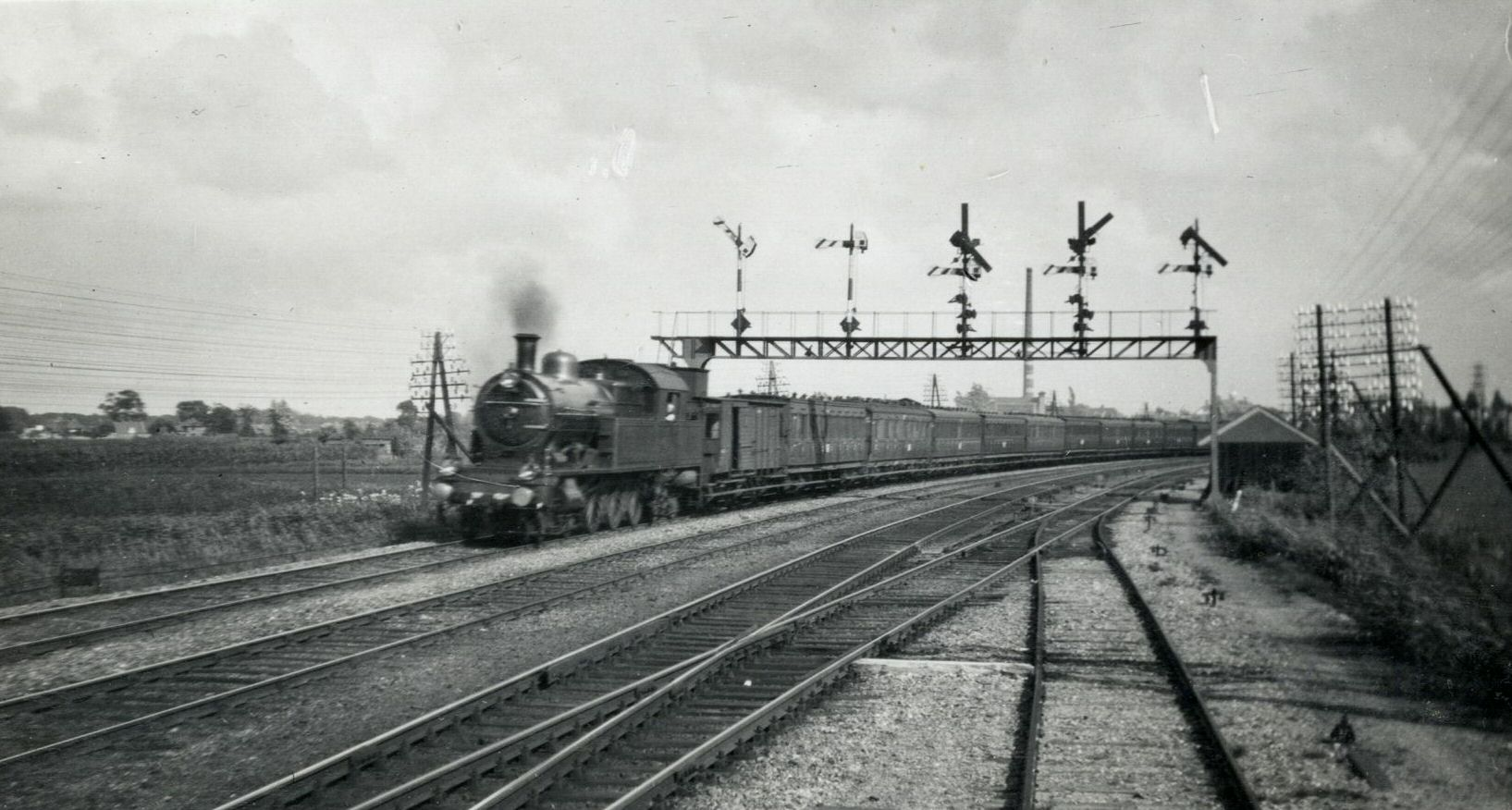
NS 6108 met een sneltrein Enschede-Amsterdam ter hoogte van de seinbrug te Bussum. (Tussen 1925 en 1935)
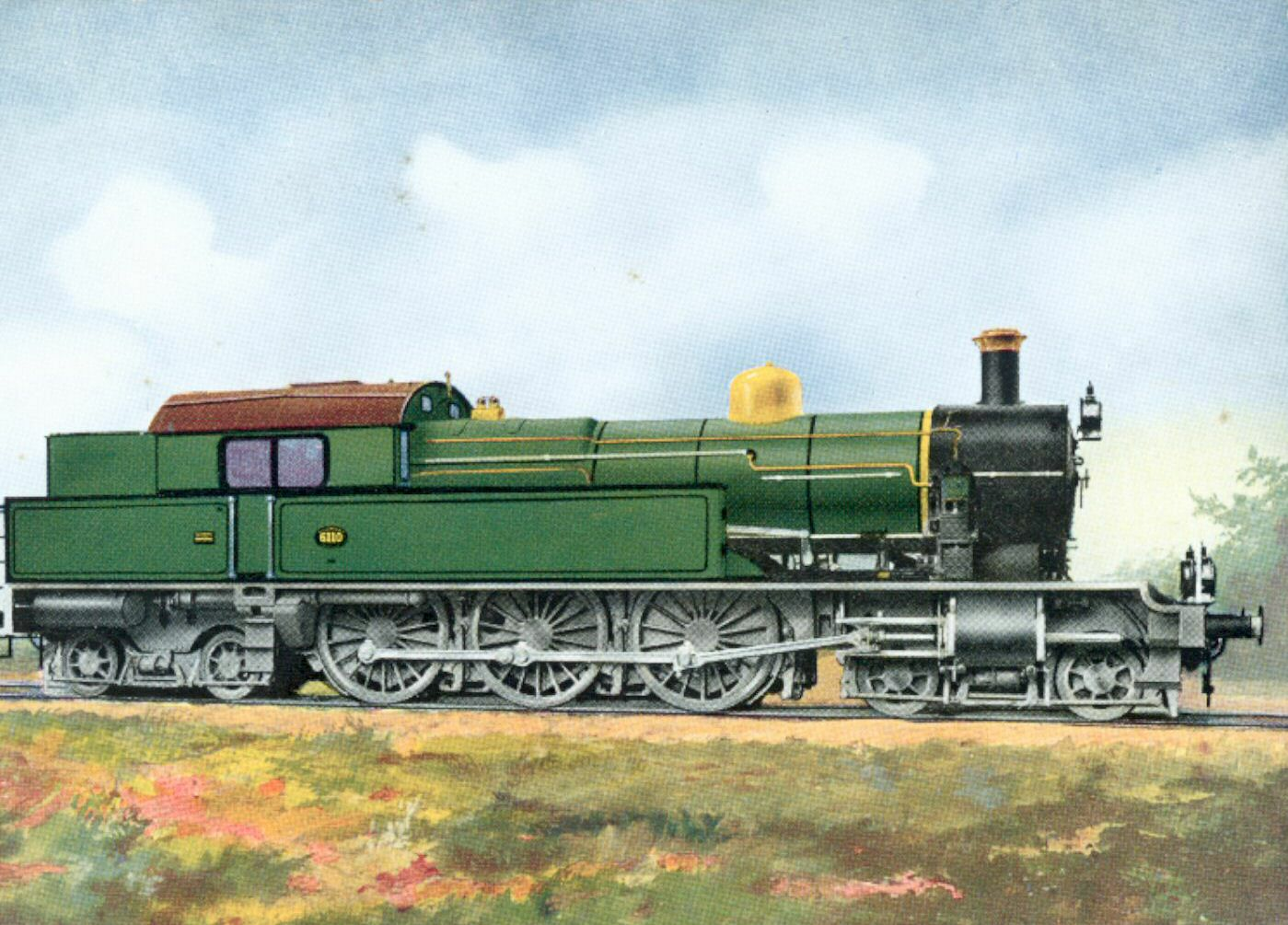
NS 6110